# Zacharia N'Diaye
Zacharia N'Diaye, né le 2 juin 1984 à Forbach, est un handballeur français.
N’Diaye est formé à Chambéry avec qui il débute comme professionnel. En 2010, il rejoint le Paris Handball. Dans la capitale, il connaît d'abord la lutte pour le maintien puis les titres avec le PSG, remportant au total deux titres de champions de France, deux coupes nationales et un Trophée des Champions. En 2015, il rejoint ensuite Chartres où il évolue pendant 6 saisons.

## Biographie

### Enfance et formation
Zacharia N'Diaye est formé au Chambéry Savoie Handball.

### Professionnel à Chambéry (2003-2010)

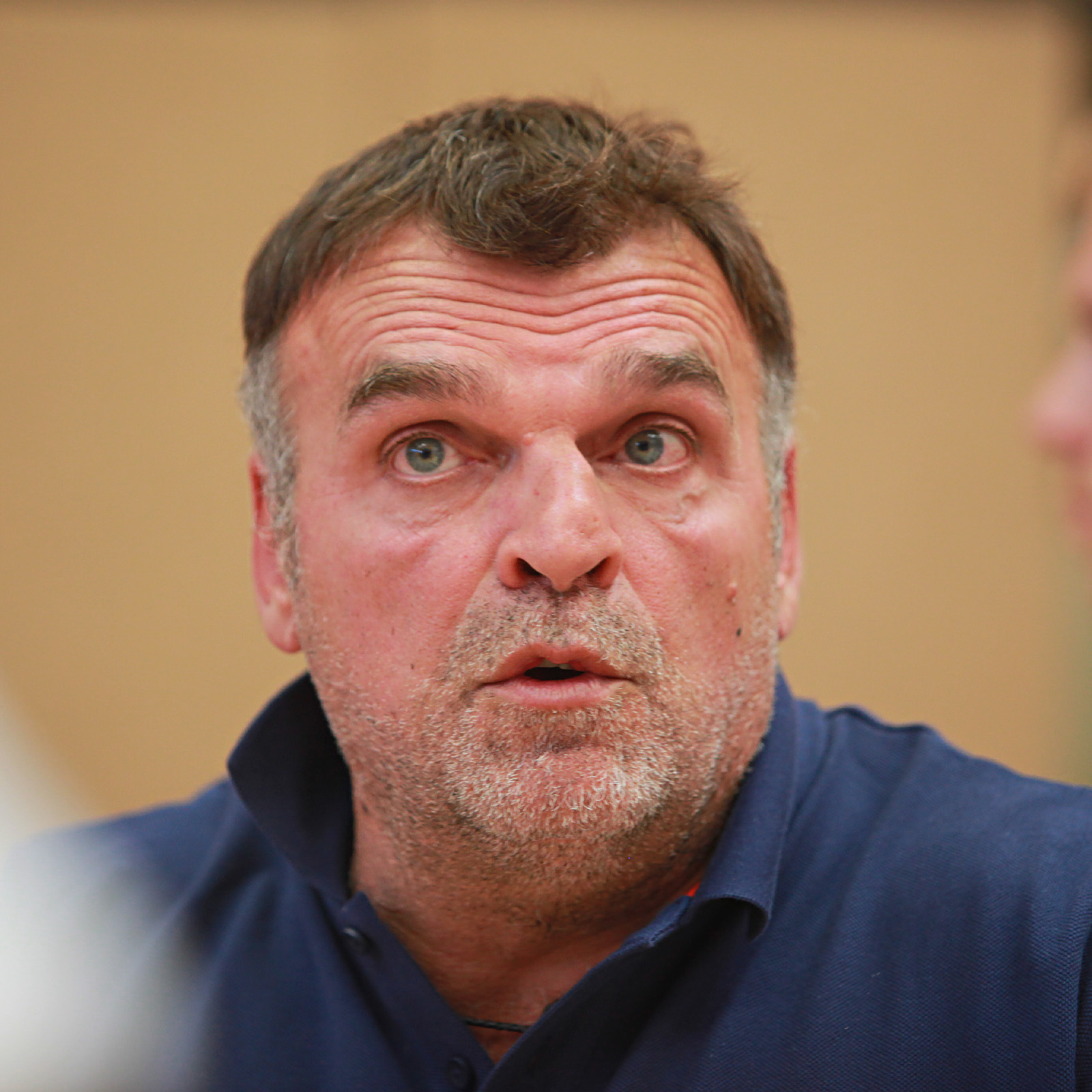
Philippe Gardent est son entraîneur à Chambéry puis au Paris SG.

Zacharia N'Diaye intègre l'équipe première du Chambéry Savoie Handball pour l'exercice 2003-2004.
Lors de la saison 2004-2005, Zacharia N'Diaye marque quatorze buts en treize rencontres de D1 et Chambéry échoue à la sixième place mais se hisse jusqu'en finale de Coupe de France, perdue contre le Montpellier Handball (27-31, un but pour Zacharia N'Diaye).
L'exercice 2005-2006 est meilleur avec une place de vice-champion et une défaite en demi-finale de Coupe de France. Zacharia améliore ses statistiques avec dix-sept réalisations en douze rencontres de D1. Il découvre aussi la Coupe d'Europe avec un but en deux oppositions de Coupe des coupes.
Un an plus tard, N'Diaye connaît sa première saison pleine avec trente-six buts en vingt-quatre parties de championnat, dont l'équipe termine troisième, et dix-sept en six matchs de Ligue des champions, dont le parcours s'arrête en huitième de finale.
Pour 2007-2008, l'arrière gauche ne joue que sept matchs pour quatre buts de championnat (vice-champion) et Coupe de l'EHF (quart-de-finale).
L'année 2008-2009 est la meilleure par rapport à ses premières saisons. En 2008, Zacharia est approché pour jouer avec l'équipe du Sénégal, avant que les Lions ne soient interdits de compétitions africaines à cause d’une amende non-payée. Chambéry profite de ses 35 réalisations en dix-neuf matchs pour terminer vice-champion de France. Ses dix-huit buts en dix matchs de Ligue des champions participent à atteindre le tour principal dont l'équipe est éliminée à la différence de buts.
En 2009-2010, Chambéry est vice-champion derrière le Montpellier AHB pour la troisième saison et la quatrième fois en cinq ans. N'Diaye ne joue que trois matchs de D1 pour autant de buts et marque quatre buts en six matchs de C1, terminée au premier tour. Au terme de la saison 2009-2010, N'Diaye quitte Chambéry après sept années au sein de l'équipe professionnelle. Au CSH, il connaît régulièrement la deuxième place du championnat derrière l'intouchable Montpellier et fréquente souvent le dernier carré des coupes nationales, tout en ayant des difficultés sur le plan européen.

### Parcours mouvementé à Paris (2010-2015)
N'Diaye arrive au Paris Handball en 2010, alors que le club vient de passer une saison en D2. Le 4 décembre 2010, Zacharia N'Diaye est victime d'une rupture du tendon rotulien lors de la dixième journée de championnat contre Cesson (24-24). Pour leur remontée les Parisiens terminent à une honorable 11e place. 
Lors de la saison 2011-2012, le Paris Handball évite la relégation lors de la dernière journée et termine 12e du championnat. Malgré des difficultés financières mettant en péril sa survie, le club parvient à trouver des repreneurs, lui évitant de déposer le bilan.
Lors d'une séance d'entraînement du 9 août 2012, la suture de son tendon rotulien du genou gauche, opéré trois ans plus tôt, lâche sans crier gare. Deux ans de rééducation, de soins, de changements de protocoles et de médecins, il retrouve le chemin des parquets vingt-six mois après sa dernière apparition. À son retour, il rend compte de sa drôle de situation : « lors de mon dernier match à Coubertin, le club s'appelait le Paris Handball et se battait pour éviter la plonge en D2. Et mon match de rentrée, je le fais sous le maillot du PSG avec une équipe qui joue la Ligue des champions ».
Lors de la saison 2013-2014, il est l'un des quatre seuls rescapés avec Patrice Annonay, Ibrahima Diaw et Jeffrey M'Tima de l'équipe qui frôle la relégation en 2012. En fin de saison, bientôt absent depuis deux ans, il revient avec l'équipe réserve du PSG. Mais, au moment de disputer son premier match, il se blesse à la cheville et doit repousser son retour à l’ultime journée, à Créteil, où il subit une luxation d’une dent et est encore forfait.
En 2014-2015, on ne l'attend donc pas dans l'effectif de stars du PSG. Malgré tout, il forme avec Jakov Gojun une rugueuse paire de numéros 3. Après deux saisons blanches pour cause de blessure, Ndiaye s’impose au sein de la défense parisienne et aide à stabiliser ce secteur. Il devient un des meilleurs défenseurs du Championnat bien que souvent pénalisé (seize suspensions de deux minutes). Sacré champion de France pour la seconde fois, il fait partie des trois éléments clés du PSG. Non conservé dans la capitale, Zacharia N’Diaye quitte Paris au bout de cinq saisons.

### Rebond à Chartres (depuis 2015)
Sacré champion de France avec le Paris-SG en juin 2015, le défenseur âgé de 31 ans n'est pas conservé par le club de la capitale. Il s'engage trois ans avec le Chartres MHB 28, promu en D1.
Fin octobre 2018, Zacharia N'Diaye seulement dispute son premier match de l’exercice 2018-2019, éloigné des terrains par une fissure à un tendon rotulien. 
Pour la saison 2019-2020 et retour en D1, alors chartrain depuis quatre années, Zacharia N'Diaye est choisi comme capitaine par ses coéquipiers à la suite du départ de Robin Molinié. En janvier 2020, il prolonge son contrat jusqu'au terme de l'exercice 2020-2021. Au même moment, en proie à des douleurs récurrentes à un tendon d’Achille, le capitaine chartrain choisit de se faire opérer et de sacrifier sa fin de saison, finalement tronquée par la pandémie de Covid-19. Il joue onze des dix-huit journées lors de cet exercice.

## Style de jeu

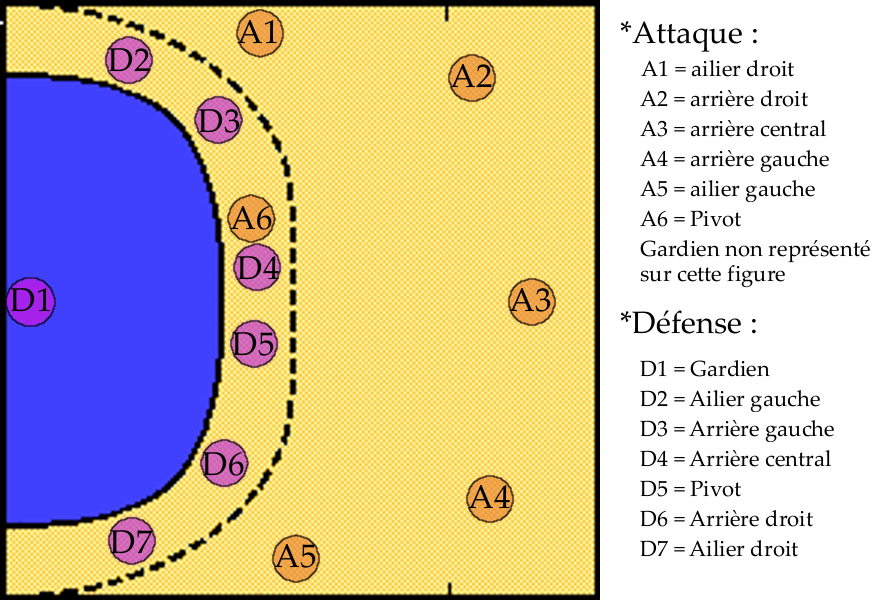
Sur ce schéma dit de « défense 6-0 », le défenseur occupe généralement le poste D4 ou D5.

Zacharia N'Diaye évolue au poste d'arrière gauche mais est essentiellement utilisé dans un rôle de défenseur.

## Palmarès

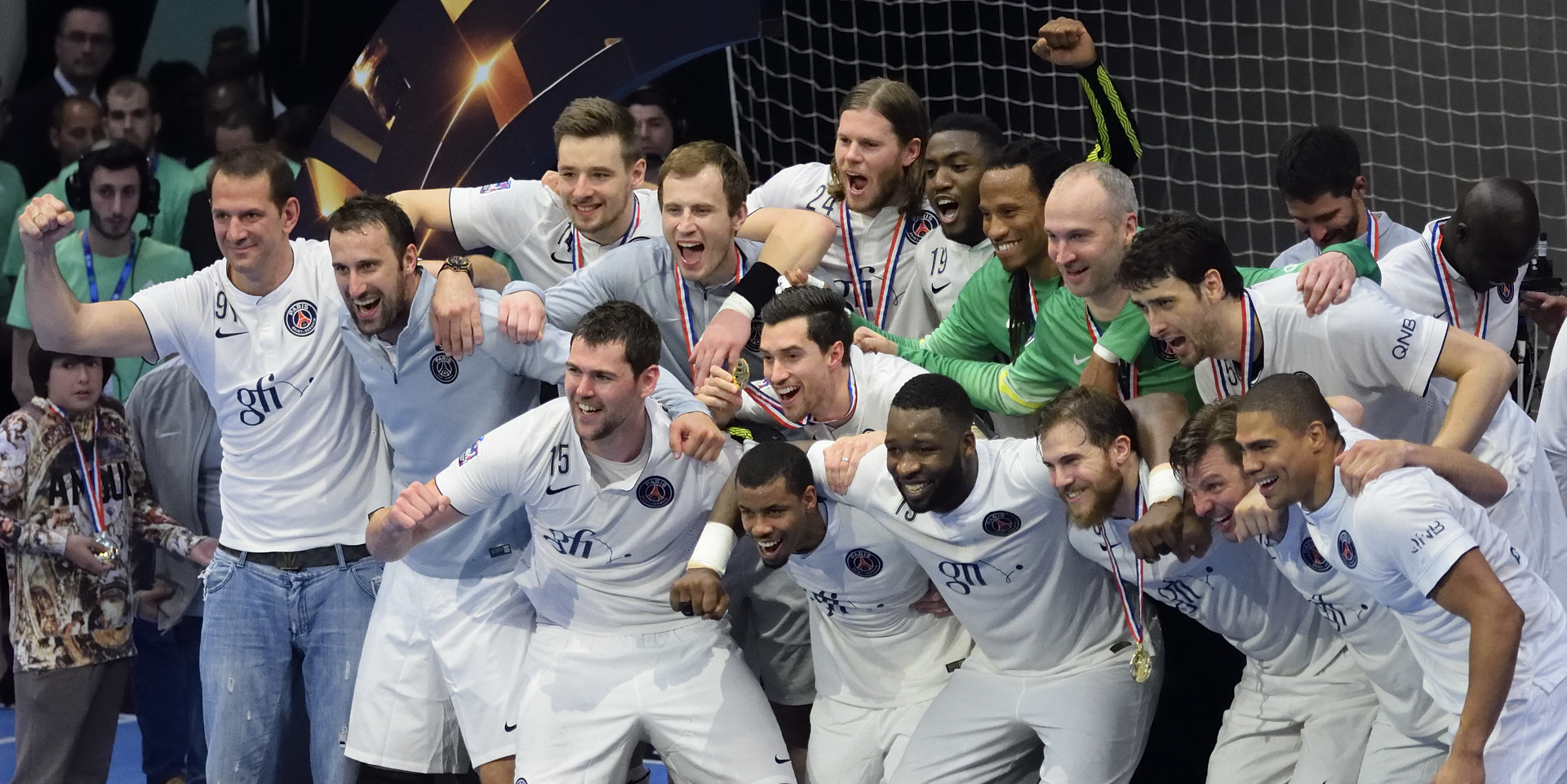
N'Diaye (4e baissé en partant de la droite) et ses coéquipiers du Paris SG célèbrent leur victoire en Coupe de France 2015.

La première compétition remportée par Zacharia N'Diaye est le Championnat de France 2012-2013, avec le Paris SG. Auparavant, il est quatre fois vice-champion de France avec Chambéry et l'est une cinquième fois en 2014 avec le PSG, avant de remporter un second titre un an plus tard.
Après trois défaites en finale de Coupe de France, N'Diaye en joue trois finales consécutives et remporte les deux dernières avec Paris, en 2014 et 2015. En tant que détenteur de la coupe, il joue et remporte son seul Trophée des champions 2014.
Une fois joueur de Chartres, il participe au fait d'être favori de deuxième division et remporte la compétition en 2019.
| - Championnat de France (2) - Champion : 2013 et 2015 (Paris SG) - Vice-champion : 2006, 2008, 2009 et 2010 (Chambéry) - Coupe de France (1) - Vainqueur : 2015 (Paris SG) - Finaliste : 2009 (Chambéry) - Championnat de France D2 (1) - Champion : 2019 (Chartres) - Finaliste des play-off : 2017 (Chartres) |

## Statistiques
À l'été 2015, lorsqu'il quitte le Paris SG, essentiellement utilisé dans un rôle défensif, l’arrière gauche compte 149 buts en 122 matchs de première division à 72,33% de réussite.
| Saison                | Club                  | Championnat           | Championnat | Championnat | Coupe nationale | Coupe nationale | Coupe de la Ligue | Coupe de la Ligue | Compétition(s) continentale(s) | Compétition(s) continentale(s) | Compétition(s) continentale(s) | Total | Total |
| Saison                | Club                  | Division              | M.          | B.          | M.              | B.              | M.                | B.                | Comp.                          | M.                             | B.                             | M.    | B.    |
| 2002-2003             | Chambéry SH           | D1                    | -           | -           | -               | -               | -                 | -                 | C2                             | -                              | -                              | 0     | 0     |
| 2003-2004             | Chambéry SH           | D1                    | 7           | 7           | -               | -               | -                 | -                 | C1                             | -                              | -                              | 7     | 7     |
| 2004-2005             | Chambéry SH           | D1                    | 13          | 14          | -               | -               | -                 | -                 | -                              | -                              | -                              | 13    | 14    |
| 2005-2006             | Chambéry SH           | D1                    | 12          | 17          | -               | -               | 1                 | 1                 | C2                             | 2                              | 1                              | 15    | 19    |
| 2006-2007             | Chambéry SH           | D1                    | 24          | 36          | -               | -               | -                 | -                 | C1                             | 6                              | 17                             | 30    | 53    |
| 2007-2008             | Chambéry SH           | D1                    | 3           | 1           | -               | -               | -                 | -                 | C3                             | 4                              | 3                              | 7     | 4     |
| 2008-2009             | Chambéry SH           | D1                    | 19          | 35          | 2               | 3               | 2                 | 2                 | C1                             | 10                             | 18                             | 33    | 58    |
| 2009-2010             | Chambéry SH           | D1                    | 3           | 3           | 1               | 0               | -                 | -                 | C1                             | 6                              | 4                              | 10    | 7     |
| Sous-total            | Sous-total            | Sous-total            | 81          | 113         | 3               | 3               | 3                 | 3                 | -                              | 28                             | 43                             | 115   | 162   |
| 2010-2011             | Paris Handball        | D1                    | 7           | 4           | -               | -               | 1                 | 6                 | -                              | -                              | -                              | 8     | 10    |
| 2011-2012             | Paris Handball        | D1                    | 24          | 33          | -               | -               | 1                 | 1                 | -                              | -                              | -                              | 25    | 34    |
| 2012-2013             | Paris SG              | D1                    | 3           | 0           | -               | -               | 1                 | 0                 | -                              | -                              | -                              | 4     | 0     |
| 2013-2014             | Paris SG              | D1                    | -           | -           | -               | -               | -                 | -                 | C1                             | -                              | -                              | 0     | 0     |
| 2014-2015             | Paris SG              | D1                    | 22          | 6           | 4               | 2               | 1                 | 0                 | C1                             | 14                             | 7                              | 41    | 15    |
| Sous-total            | Sous-total            | Sous-total            | 56          | 43          | 4               | 2               | 4                 | 7                 | -                              | 14                             | 7                              | 78    | 59    |
| 2015-2016             | Chartres MHB28        | D1                    | 17          | 6           | 1               | 0               | 1                 | 0                 | -                              | -                              | -                              | 19    | 6     |
| 2016-2017             | Chartres MHB28        | D2                    | 23+4        | 9+2         | -               | -               | 2                 | 1                 | -                              | -                              | -                              | 29    | 12    |
| 2017-2018             | Chartres MHB28        | D2                    | 25+2        | 7+1         | 1               | 0               | 1                 | 1                 | -                              | -                              | -                              | 29    | 9     |
| 2018-2019             | C' Chartres MHB       | D2                    | 17+2        | 6+0         | 3               | 1               | 1                 | 0                 | -                              | -                              | -                              | 23    | 7     |
| 2019-2020             | C' Chartres MHB       | D1                    | 11          | 2           | 1               | 0               | 2                 | 2                 | -                              | -                              | -                              | 14    | 4     |
| 2020-2021             | C' Chartres MHB       | D1                    | 8           | 0           | -               | -               | -                 | -                 | -                              | -                              | -                              | 8     | 0     |
| Sous-total            | Sous-total            | Sous-total            | 109         | 33          | 6               | 1               | 7                 | 4                 | -                              | 0                              | 0                              | 122   | 38    |
| Total sur la carrière | Total sur la carrière | Total sur la carrière | 246         | 189         | 13              | 6               | 14                | 14                | -                              | 42                             | 50                             | 315   | 259   |